# Royal Mail Ship

Royal Mail Ship (sau Steamer), prescurtat R.M.S. sau RMS, va reprezenta numele  navelor, care transportă poșta britanică Royal Mail. Abrevierea este folosită înca din 1840. Cunard Line a fost pe vremuri cea mai mare companie navă-poștă, toate navele companiei aveau acest prefix; chiar și RMS Titanic. În secolul al XX-lea este înlocuită în mare parte de Poștă aeriană (par avion) . Doar câteva nave-poștă transportă peste Atlantic, de exemplu R.M.S. St. Helena, care livrează poșta insulei Sfânta Elena sau R.M.S. Queen Mary 2, care este cunoscută mai ales ca navă de pasageri.

## Vezi
- Marina Regală Britanică